# Petit-Noir
Petit-Noir – miejscowość i gmina we Francji, w regionie Burgundia-Franche-Comté, w departamencie Jura.
Według danych na rok 1990 gminę zamieszkiwało 938 osób, a gęstość zaludnienia wynosiła 46 osób/km² (wśród 1786 gmin Franche-Comté Petit-Noir plasuje się na 178. miejscu pod względem liczby ludności, natomiast pod względem powierzchni na miejscu 111.).